# Tossal de l'Osca
El Tossal de l'Osca és un dels pics més alts del Montsec d'Ares, a 1.494,3 msnm. És al límit de les comarques de la Noguera i el Pallars Jussà, entre els termes municipals d'Àger i Sant Esteve de la Sarga. És a prop de l'extrem sud-oriental del terme de Sant Esteve de la Sarga. És el punt on s'adrecen tot de serrats pallaresos de Sant Esteve de la Sarga: Serrat del Salitó, Serrat del Castellot, Serrat de l'Alzinar i Serrat de les Barses, ordenats de ponent a llevant.